# Dystrykt Parry Sound
Dystrykt Parry Sound (ang. Parry Sound District) – jednostka administracyjna kanadyjskiej prowincji Ontario.
Dystrykt ma 40 918 mieszkańców. Język angielski jest językiem ojczystym dla 91,1%, francuski dla 2,9% mieszkańców (2006).
W skład dystryktu wchodzą:
- kanton Armour
- wieś Burk's Falls
- kanton Callander
- kanton Carling
- kanton Joly
- miasto (town) Kearney
- kanton Machar
- kanton Magnetawan
- kanton McDougall
- kanton McKellar
- kanton McMurrich-Monteith
- kanton Nipissing
- miasto (town) Parry Sound
- kanton Perry
- miasto (town) Powassan
- kanton Ryerson
- kanton Seguin
- wieś South River
- kanton Strong
- wieś Sundridge
- kanton The Archipelago
- kanton Whitestone